# Celloconcert (Rorem)
Ned Rorem componeerde zijn Celloconcert in 2002. Het is geen celloconcert in de betekenis van concerto voor cello en orkest. Het is meer een verzameling van miniaturen voor die combinatie. Aan de buitenkant is dat al te zien aan de afwijkende indeling; acht in plaats van de gangbare driedelige opzet. Daarbij komt dat de namen van de delen geen tempo aanduidingen zijn, maar korte omschrijvingen van de muziek die die delen bevatten.

## Delen
1. Curtain Raise; een klassieke ouverture
2. There and back; alle 137 maten zijn in tweeën geknipt; de laatste helft van een maat is een spiegelbeeld van de eerste helft;
3. Three Queries, one respons; cello en piano spelen vraag en antwoord;
4. Competitive chaos; een georganiseerde chaos; het deel wijkt sterk af van de rest; alles lijkt lukraak op papier gezet te zijn;
5. A single tone; a dozen implications; de solist speelt 1½ minuut een E, terwijl het orkest daar 12 wisselende achtergrondakkoorden bij speelt; waardoor de E van de cellist steeds aan andere klank lijkt te krijgen;
6. One coin, two sides; een zich tweemaal herhalend thema; eerst voor cello en orkest daarna alleen voor vier cellisten;
7. Valse rappelée; een wals gebaseerd op Dances for cello van Rorem zelf;
8. Adrift; een indringende melodie voor solist en orkest verdwijnt langzaam in het niets.

## Bron en discografie
- Uitgave Naxos; Koninklijk Nationaal Orkest van Schotland o.l.v. José Serebrier; solist Wen-Sinn Yang